# Major League Soccer 2008
La temporada 2008 de la Major League Soccer (MLS) fue la 13.ª realizada de la primera división del fútbol en los Estados Unidos y Canadá. Empezó el 29 de marzo y concluyó el 23 de noviembre. Columbus Crew logró su primer campeonato en su historia tras vencer en la final a los New York Red Bulls por 3-1.

## Cambios
- San Jose Earthquakes regresó a la liga como equipo de expansión en la Conferencia Oeste.[1]
- Los tres primeros equipos de cada conferencia clasificado automáticamente para la postemporada. También los 2 equipos mejor ubicados en la tabla general independientemente de cada conferencia, también se clasifican a los Playoffs.
- Bruce Arena no renovó como entrenador de New York Red Bulls. Juan Carlos Osorio fue traído al club neoyorquino como su reemplazo, proveniente de Chicago Fire.
- Chicago Fire promovió al asistente Denis Hamlett como nuevo entrenador.
- Frank Yallop dejó a Los Angeles Galaxy para convertirse en entrenador de San Jose Earthquakes. Su reemplazo fue el destacado exfutbolista neerlandés Ruud Gullit.
- John Carver tomó la dirección técnica de Toronto FC. Mo Johnston, el antiguo estratega del club, permaneció vinculado al mismo como mánager.
- Tres equipos firmaron nuevos acuerdos de patrocinio en la parte del pecho del jersey: 
  - Best Buy se convirtió en el patrocinador de la camiseta del Chicago Fire.
  - Glidden se convirtió en el patrocinador de la camiseta del Columbus Crew.
  - Volkswagen se convirtió en el patrocinador de la camiseta del D.C. United.
- El Rio Tinto Stadium de Sandy Utah, (inaugurado en octubre) es el nuevo estadio del Real Salt Lake.[1]

## Posiciones

### Conferencia Este
| Pos. | Equipos                | PJ | G  | E | P  | GF | GC | Dif. | Pts. |
| ---- | ---------------------- | -- | -- | - | -- | -- | -- | ---- | ---- |
| 1    | Columbus Crew          | 30 | 17 | 6 | 7  | 50 | 36 | +14  | 57   |
| 2    | Chicago Fire           | 30 | 13 | 7 | 10 | 44 | 33 | +11  | 46   |
| 3    | New England Revolution | 30 | 12 | 7 | 11 | 40 | 43 | -3   | 43   |
| 4    | Kansas City Wizards    | 30 | 11 | 9 | 10 | 37 | 39 | -2   | 42   |
| 5    | New York Red Bulls     | 30 | 10 | 9 | 11 | 42 | 48 | -6   | 39   |
| 6    | D.C. United            | 30 | 11 | 4 | 15 | 43 | 51 | -8   | 37   |
| 7    | Toronto FC             | 30 | 9  | 8 | 13 | 34 | 43 | -9   | 35   |

     Clasifica a los playoffs 2008.

### Conferencia Oeste
| Pos. | Equipos              | PJ | G  | E  | P  | GF | GC | Dif. | Pts. |
| ---- | -------------------- | -- | -- | -- | -- | -- | -- | ---- | ---- |
| 1    | Houston Dynamo       | 30 | 13 | 12 | 5  | 45 | 32 | +13  | 51   |
| 2    | Chivas USA           | 30 | 12 | 7  | 11 | 40 | 41 | -1   | 43   |
| 3    | Real Salt Lake       | 30 | 10 | 10 | 10 | 40 | 39 | +1   | 40   |
| 4    | Colorado Rapids      | 30 | 11 | 5  | 14 | 44 | 45 | -1   | 38   |
| 5    | FC Dallas            | 30 | 8  | 12 | 10 | 45 | 41 | +4   | 36   |
| 6    | Los Angeles Galaxy   | 30 | 8  | 9  | 13 | 55 | 62 | -7   | 33   |
| 7    | San Jose Earthquakes | 30 | 8  | 9  | 13 | 32 | 38 | -6   | 33   |

     Clasifica a los payoffs 2008.

### Tabla General
| Pos. | Equipos                | PJ | G  | E  | P  | GF | GC | Dif. | Pts. |
| ---- | ---------------------- | -- | -- | -- | -- | -- | -- | ---- | ---- |
| 1    | Columbus Crew          | 30 | 17 | 6  | 7  | 50 | 36 | +14  | 57   |
| 2    | Houston Dynamo         | 30 | 13 | 12 | 5  | 45 | 32 | +13  | 51   |
| 3    | Chicago Fire           | 30 | 13 | 7  | 10 | 44 | 33 | +11  | 46   |
| 4    | New England Revolution | 30 | 12 | 7  | 11 | 40 | 43 | -3   | 43   |
| 5    | Chivas USA             | 30 | 12 | 7  | 11 | 40 | 41 | -1   | 43   |
| 6    | Kansas City Wizards    | 30 | 11 | 9  | 10 | 37 | 39 | -2   | 42   |
| 7    | Real Salt Lake         | 30 | 10 | 10 | 10 | 40 | 39 | +1   | 40   |
| 8    | New York Red Bulls     | 30 | 10 | 9  | 11 | 42 | 48 | -6   | 39   |
| 9    | Colorado Rapids        | 30 | 11 | 5  | 14 | 44 | 45 | -1   | 38   |
| 10   | D.C. United            | 30 | 11 | 4  | 15 | 43 | 51 | -8   | 37   |
| 11   | FC Dallas              | 30 | 8  | 12 | 10 | 45 | 41 | +4   | 36   |
| 12   | Toronto FC             | 30 | 9  | 8  | 13 | 34 | 43 | -9   | 35   |
| 13   | Los Angeles Galaxy     | 30 | 8  | 9  | 13 | 55 | 62 | -7   | 33   |
| 14   | San Jose Earthquakes   | 30 | 8  | 9  | 13 | 32 | 38 | -6   | 33   |

     MLS Supporters' Shield 2008, Concacaf Liga Campeones 2009-10, Lamar Hunt U.S. Open Cup 2009 , Play-offs MLS Cup 2008

     Lamar Hunt U.S. Open Cup 2009 , Play-offs MLS Cup 2008

     Play-offs MLS Cup 2008

## Postemporada
|  | Semifinales de conferencia | Semifinales de conferencia | Semifinales de conferencia |                    |                    | Finales de conferencia | Finales de conferencia | Finales de conferencia |   |               | MLS Cup | MLS Cup | MLS Cup |  |
|  |                            |                            |                            |                    |                    |                        |                        |                        |   |               |         |         |         |  |
|  |                            |                            |                            |                    |                    |                        |                        |                        |   |               |         |         |         |  |
|  | E1                         | Columbus Crew              |                            |                    |                    |                        |                        |                        |   |               |         |         |         |  |
|  | E1                         | Columbus Crew              |                            |                    |                    |                        |                        |                        |   |               |         |         |         |  |
|  | E4                         | Kansas City Wizards        |                            |                    |                    |                        |                        |                        |   |               |         |         |         |  |
|  | E4                         | Kansas City Wizards        |                            | E1                 | Columbus Crew      | 2                      |                        |                        |   |               |         |         |         |  |
|  | Conferencia Este           |                            |                            | E1                 | Columbus Crew      | 2                      |                        |                        |   |               |         |         |         |  |
|  |                            |                            | E2                         | Chicago Fire       | 1                  |                        |                        |                        |   |               |         |         |         |  |
|  | E2                         | Chicago Fire               | E2                         | Chicago Fire       | 1                  |                        |                        |                        |   |               |         |         |         |  |
|  | E2                         | Chicago Fire               |                            |                    |                    |                        |                        |                        |   |               |         |         |         |  |
|  | E3                         | New England Revolution     |                            |                    |                    |                        |                        |                        |   |               |         |         |         |  |
|  | E3                         | New England Revolution     |                            |                    |                    |                        |                        |                        | E | Columbus Crew | 3       |         |         |  |
|  |                            |                            |                            |                    |                    |                        |                        |                        | E | Columbus Crew | 3       |         |         |  |
|  |                            |                            | O                          | New York Red Bulls | 1                  |                        |                        |                        |   |               |         |         |         |  |
|  | O1                         | Houston Dynamo             | O                          | New York Red Bulls | 1                  |                        |                        |                        |   |               |         |         |         |  |
|  | O1                         | Houston Dynamo             |                            |                    |                    |                        |                        |                        |   |               |         |         |         |  |
|  | O4                         | New York Red Bulls         |                            |                    |                    |                        |                        |                        |   |               |         |         |         |  |
|  | O4                         | New York Red Bulls         |                            | O4                 | New York Red Bulls | 1                      |                        |                        |   |               |         |         |         |  |
|  | Conferencia Oeste          |                            |                            | O4                 | New York Red Bulls | 1                      |                        |                        |   |               |         |         |         |  |
|  |                            |                            | O3                         | Real Salt Lake     | 0                  |                        |                        |                        |   |               |         |         |         |  |
|  | O2                         | Chivas USA                 | O3                         | Real Salt Lake     | 0                  |                        |                        |                        |   |               |         |         |         |  |
|  | O2                         | Chivas USA                 |                            |                    |                    |                        |                        |                        |   |               |         |         |         |  |
|  | O3                         | Real Salt Lake             |                            |                    |                    |                        |                        |                        |   |               |         |         |         |  |
|  | O3                         | Real Salt Lake             |                            |                    |                    |                        |                        |                        |   |               |         |         |         |  |
|  |                            |                            |                            |                    |                    |                        |                        |                        |   |               |         |         |         |  |

|                                  |
| Bandera de Ohio                  |
| Campeón Columbus Crew 1.° título |

## Goleadores
| Jugador          | Equipo                    | Goles |
| ---------------- | ------------------------- | ----- |
| Landon Donovan   | Los Angeles Galaxy        | 20    |
| Kenny Cooper     | FC Dallas                 | 18    |
| Edson Buddle     | Los Angeles Galaxy        | 15    |
| Juan Pablo Ángel | New York Red Bulls        | 14    |
| Brian Ching      | Houston Dynamo            | 13    |
| Luciano Emilio   | D.C. United               | 11    |
| Conor Casey      | Colorado Rapids           | 11    |
| Jaime Moreno     | D.C. United               | 10    |
| Chad Barrett     | Chicago Fire / Toronto FC | 9     |
| Chris Rolfe      | Chicago Fire              | 9     |

## Premios y reconocimientos

### Jugador de la semana
| Semana    | Futbolista                 | Equipo                 |
| --------- | -------------------------- | ---------------------- |
| Semana 1  | Terry Cooke                | Colorado Rapids        |
| Semana 2  | David Beckham              | Los Angeles Galaxy     |
| Semana 3  | Guillermo Barros Schelotto | Columbus Crew          |
| Semana 4  | Landon Donovan             | Los Angeles Galaxy     |
| Semana 5  | Landon Donovan             | Los Angeles Galaxy     |
| Semana 6  | David Beckham              | Los Angeles Galaxy     |
| Semana 7  | Robbie Rogers              | Columbus Crew          |
| Semana 8  | Edson Buddle               | Los Angeles Galaxy     |
| Semana 9  | Cuauhtémoc Blanco          | Chicago Fire           |
| Semana 10 | Robbie Findley             | Real Salt Lake         |
| Semana 11 | Brian Ching                | Houston Dynamo         |
| Semana 12 | Edson Buddle               | Los Angeles Galaxy     |
| Semana 13 | Landon Donovan             | Los Angeles Galaxy     |
| Semana 14 | Steve Ralston              | New England Revolution |
| Semana 15 | Adam Cristman              | New England Revolution |
| Semana 16 | John Thorrington           | Chicago Fire           |
| Semana 17 | Guillermo Barros Schelotto | Columbus Crew          |
| Semana 18 | Kenny Cooper               | FC Dallas              |
| Semana 19 | Kenny Cooper               | FC Dallas              |
| Semana 20 | Juan Pablo Ángel           | New York Red Bulls     |
| Semana 21 | Ronnie O'Brien             | San Jose Earthquakes   |
| Semana 22 | Guillermo Barros Schelotto | Columbus Crew          |
| Semana 23 | Fabián Espíndola           | Real Salt Lake         |
| Semana 24 | Guillermo Barros Schelotto | Columbus Crew          |
| Semana 25 | Steve Ralston              | New England Revolution |
| Semana 26 | Landon Donovan             | Los Angeles Galaxy     |
| Semana 27 | Conor Casey                | Colorado Rapids        |
| Semana 28 | Brian Ching                | Houston Dynamo         |
| Semana 29 | Brian McBride              | Chicago Fire           |
| Semana 30 | Claudio López              | Kansas City Wizards    |
| Semana 31 | Chris Rolfe                | Chicago Fire           |

### Jugador del mes
| Mes        | Futbolista                 | Equipo               |
| ---------- | -------------------------- | -------------------- |
| Abril      | Landon Donovan             | Los Angeles Galaxy   |
| Mayo       | Cuauhtémoc Blanco          | Chicago Fire         |
| Junio      | Luciano Emilio             | D.C. United          |
| Julio      | Nick Rimando               | Real Salt Lake       |
| Agosto     | Guillermo Barros Schelotto | Columbus Crew        |
| Septiembre | Darren Huckerby            | San Jose Earthquakes |
| Octubre    | Juan Pablo Ángel           | New York Red Bulls   |

### Gol de la semana
| Semana    | Futbolista        | Equipo                 |
| --------- | ----------------- | ---------------------- |
| Semana 1  | Sainey Nyassi     | New England Revolution |
| Semana 2  | Geoff Cameron     | Houston Dynamo         |
| Semana 3  | Sacha Kljestan    | Chivas USA             |
| Semana 4  | Landon Donovan    | Los Angeles Galaxy     |
| Semana 5  | Marcelo Gallardo  | D.C. United            |
| Semana 6  | Chris Rolfe       | Chicago Fire           |
| Semana 7  | Cuauhtémoc Blanco | Chicago Fire           |
| Semana 8  | Marcelo Gallardo  | D.C. United            |
| Semana 9  | Tam McManus       | Colorado Rapids        |
| Semana 10 | Robbie Findley    | Real Salt Lake         |
| Semana 11 | Luciano Emílio    | D.C. United            |
| Semana 12 | Clyde Simms       | D.C. United            |
| Semana 13 | Gonzalo Martínez  | D.C. United            |
| Semana 14 | Luciano Emílio    | D.C. United            |
| Semana 15 | Ante Razov        | Chivas USA             |
| Semana 16 | Ante Razov        | Chivas USA             |
| Semana 17 | Juan Pablo Ángel  | New York Red Bulls     |
| Semana 18 | Abe Thompson      | FC Dallas              |
| Semana 19 | Jaime Moreno      | D.C. United            |
| Semana 20 | Chad Barrett      | Toronto FC             |
| Semana 21 | Brian Carroll     | Columbus Crew          |
| Semana 22 | Joe Vide          | D.C. United            |
| Semana 23 | Fabián Espíndola  | Real Salt Lake         |
| Semana 24 | Santino Quaranta  | D.C. United            |
| Semana 25 | Davy Arnaud       | Kansas City Wizards    |
| Semana 26 | Robbie Rogers     | Columbus Crew          |
| Semana 27 | Josh Wolff        | Kansas City Wizards    |
| Semana 28 | Andy Williams     | Real Salt Lake         |
| Semana 29 | Brandon McDonald  | Los Angeles Galaxy     |
| Semana 30 | Danny Cepero      | New York Red Bulls     |
| Semana 31 | Brad Evans        | Columbus Crew          |

### Reconocimientos individuales
| Premio                  | Ganador                    | Equipo                 |
| ----------------------- | -------------------------- | ---------------------- |
| Jugador Más Valioso     | Guillermo Barros Schelotto | Columbus Crew          |
| Bota de Oro             | Landon Donovan             | Los Angeles Galaxy     |
| Entrenador del año      | Sigi Schmid                | Columbus Crew          |
| Portero del año         | Jon Busch                  | Chicago Fire           |
| Defensa del año         | Chad Marshall              | Columbus Crew          |
| Novato del año          | Sean Franklin              | Los Angeles Galaxy     |
| Contratación del año    | Darren Huckerby            | San Jose Earthquakes   |
| Gol del año             | Will Johnson               | Real Salt Lake         |
| Espírirtu de superación | Kenny Cooper               | FC Dallas              |
| Fair Play               | Michael Parkhurst          | New England Revolution |
| Humanitario del año     | Jose Burciaga, Jr.         | Colorado Rapids        |
| Árbitro del año         | Jair Marrufo               | Jair Marrufo           |

### Equipo ideal de la temporada
| Pos. | Futbolista                 | Equipo                 |
| ---- | -------------------------- | ---------------------- |
| POR  | Jon Busch                  | Chicago Fire           |
| DEF  | Jimmy Conrad               | Kansas City Wizards    |
| DEF  | Chad Marshall              | Columbus Crew          |
| DEF  | Bakary Soumaré             | Chicago Fire           |
| MED  | Cuauhtémoc Blanco          | Chicago Fire           |
| MED  | Shalrie Joseph             | New England Revolution |
| MED  | Sacha Kljestan             | Chivas USA             |
| MED  | Robbie Rogers              | Columbus Crew          |
| MED  | Guillermo Barros Schelotto | Columbus Crew          |
| DEL  | Kenny Cooper               | FC Dallas              |
| DEL  | Landon Donovan             | Los Angeles Galaxy     |

## Juego de las estrellas
El Juego de las Estrellas 2008 de la Major League Soccer fue la 13.ª edición del Juego de las Estrellas de la Major League Soccer, el cual se disputó el 24 de julio de 2008 entre las Estrellas de la MLS y el West Ham de Inglaterra en el BMO Field de Toronto, Canadá. Christian Gómez, Cuauhtémoc Blanco y Dwayne De Rosario, fueron los autores de la victoria del equipo de las estrellas por 3-2.